# Kounugu Mountain
Der Kounugu Mountain ist ein Berg mit einer Höhe von 2267 m im Nordwesten der kanadischen Provinz British Columbia.

## Geographie
Der Kounugu Mountain liegt ganz im Südosten der Spectrum Range und ganz im Süden des Mount Edziza Volcanic Complex sowie südöstlich des Yeda Peak, westlich und nordwestlich des Little Iskut River, südlich des Stewbomb Creek Valley und genau nördlich des Little Ball Lake. Der Berg liegt auch ganz im Südosten des Mount Edziza Provincial Park, südöstlich der Gemeinde Telegraph Creek.

## Name und Etymologie
Der Name des Berges wurde am 2. January  1980 durch die Geological Survey of Canada offiziell bestätigt, nachdem er vom Büro der BC Geographical Names vorgeschlagen wurde. Kounugu war in der Mythologie der Tahltan der Wächter des Süßwassers, „welcher den ganzen Tag über der Quelle schlief, die seinen Schatz enthielt“. Der Kounugu Mountain ist der Namensgeber des Kounugu Member, einer Subformation (engl. member) der Nido-Formation, welche wiederum eine geologische Formation des Mount Edziza Volcanic Complex darstellt.

## Geologie
Der Fuß des Kounugu Mountain besteht aus basaltischen Lavaströmen des Kounugu Member, welche im Pliozän aus mehreren Vulkanen ausgestoßen wurden. Diese Lavaströme werden direkt durch Rhyolith aus der Spectrum-Formation überlagert, welche den Großteil des Kounugu Mountain ausmacht. Die Spectrum-Formation stellt die erodierten Überreste eines gewaltigen pliozänen Lavadoms dar, welche die heutigen Karlinge und Kämme der Spectrum Range bilden.